# Международная баптистская богословская семинария
Международная баптистская богословская семинария (англ. International Baptist Theological Seminary) — высшее богословское учебное заведение баптистских церквей Европы. Кампус семинарии расположен та территории малого замка Енералка, в районе Прага 6. В 2014 году семинария переехала в Амстердам, изменив своё название на Международный баптистский богословский учебный центр.

## История
Семинария была основана в 1949 году с целью улучшения образовательного уровня баптистских священнослужителей в Европе после Второй мировой войны. Первоначально семинария должна была открыться в Праге, чтобы стать важнейшим учебным заведением для баптистов всей Континентальной Европы. Приход к власти в Чехословакии коммунистического правительства Клемента Готвальда в 1948 году нарушил эти планы. Поэтому семинария была открыта в Швейцарии в городке Рюшликон. В конце 1980-х Южная Баптистская Конвенция передала семинарию ЕБФ.
После передачи, семинария стала готовиться к переезду на место которое предназначалось для неё ещё до её создания — в Прагу, что и было осуществлено в 1997. Сразу же после переезда семинария, как образовательная структура Европейской Баптистской Федерации, решила вопрос аккредитации образовательных программ. С 2002 года семинария получила аккредитацию Чешского правительства и статус университета с правом давать магистерскую степень.
В 2012 году в сотрудничестве с семинарией Акадия открыта программа доктор служения. В 2014 году семинария переехала в Амстердам. С 2015 года предлагает магистерскую степень совместно с университетом Манчестера, докторскую с Свободным Университетом Амстердама в области изучения истории и богословия баптистов и анабаптистов.

## Подразделения и программы
В состав семинарии входят пять институтов (в скобках год основания):
- Институт истории баптистского и анабаптистского движений (1982)
- Институт исследований в области миссии и евангелизма (1988)
- Институт религиозной свободы им. Томаса Хелвиса (2002)
- Институт систематических исследований в области контекстуального богословия (2004)
- Институт библейских исследований (2004)

Обучение в семинарии проводится по следующим направлениям:
- Магистр богословия в области миссиологии (MTh и Mgr)
- Магистр богословия в области библеистики (MTh и Mgr)
- Магистр богословия в области прикладного богословия (MTh и Mgr)
- Магистр богословия в области истории баптизма и анабаптизма (MTh и Mgr)
- Магистр философии (MPhil)
- Доктор философии (PhD)
- Доктор служения (DMin)

## Конференции
ММБС активно действует в области исследования религиозных и социальных вопросов, проводит значительное количество конференций, семинаров и открытых лекций: образовательных, экологических и экуменических. Семинария на регулярной основе проводит два цикла конференций:
- Лекции в память Др. Джозефа Норденхога

Лекции по систематическому богословию установлены в память бывшего ректора семинарии и Генерального секретаря Всемирного союза баптистов др. Джозефа Норденхога. Лекции читаются на регулярной основе с 1974 года с периодичностью раз в два года, за небольшими исключениями. Докладчиками на конференции выступают известные в богословском и философском учёном мире профессора:
- 1974 Нильс Энгельсон (Норвегия), Янес Рейлинг (Недерланды)
- 1976 Дэвид С. Рассел (Великобритания)
- 1978 Джин Бартлет (США)
- 1980 Юрген Мольтман (Тюбингенский университет, Германия)
- 1982 Эмилио Кастро (Швейцария)
- 1984 Гюнтер Гассман (Германия)
- 1989 Гюнтер Альтнер (Германия)
- 1992 Элизабет Шюсслер Фиоренца (Германия)
- 1993 Хумеленг Мосала (ЮАР)
- 1999 Ховард Маршалл (Абердинский университет, Великобритания)
- 2001 Мирослав Вольф (Йельский университет, Хорватия/США)
- 2003 Нэнси Мерфи (Фуллеровская семинария, США)
- 2005 Майкл Хью Тейлор (Великобритания)
- 2007 Молли Маршалл (США)
- 2009 Пол Фиддес (Риджентс колледж, Оксфордский университет, Великобритания)
- 2011 Глен Стассен (Фуллеровская семинария, США)
- 2013 Кэтти Росс (Великобритания)
- 2015 Дэвид Гуши (США)
- 2018 Регги Л. Уильямс (США)

- Лекции по истории и идентичности баптизма в память Др. Дж. Д. Хьюи

Лекции в память др. Хьюи, бывшего ректором семинарии в 1960—1964, были установлены в 1994 проф. Уэйном Пипкиным для развития исследований в области истории баптизма и анабаптизма. Лекции читаются с периодичностью раз в два года. Докладчиками на конференции выступают известные баптистские и меннонитские историки:
| Год  | Лектор                 | Школа, Страна                                                     | Тема |
| 1994 | Др. Карен Смит         | Баптистский колледж Южного Уэльса, Кардифф, Уэльс, Великобритания | «Соединены для свободы: баптистское свидетельство» (Bound to be Free: Baptist Witness)                                                                                                 |
| 1996 | Гюнтер Балдерс         | Баптистская семинария Эльсталь, Берлин, Германия                  | «Иоганн Герхард Онкен и баптистская миссия в Европе» (Johann Gerhard Oncken and Baptist Mission in Europe)                                                                             |
| 1998 | Рут Гоулдборн          | Бристоль баптист колледж, Бристоль, Англия                        | «Екклессиология и пол: Радикальная Реформация, начальный период баптизма и современный баптизм» (Ecclesiology and Gender: Radical Reformation, Baptist Beginnings, and Baptists Today) |
| 2000 | Др. Теодор Ангелов     | София, Болгария                                                   | «Баптисты на Балканах» (Baptists in the Balkans) |
| 2002 | Др. Тадеуш Зелинский   | Варшавская баптистская семинария, Варшава, Польша                 | «Баптисты и политика» (Baptist and Politics) |
| 2004 | Проф. Андреа Стрюбинд  | Мюнхен, Германия                                                  | «Исследование анабаптистской традиции» (Exploring the Anabaptist Tradition) |
| 2006 | Др. Уэйн Уолтер Пипкин | Рочестер, США                                                     | «История жизни, реформационный труд и вклад д-ра Бальтазара Губмайера (ок. 1480—1528)» (The Life story, Reforming work and contributions of Dr Balthasar Hubmaier (ca. 1480—1528))     |
| 2008 | Проф. Дэвид Беббингтон | Университет Стерлинга, Стерлинг, Шотландия                        | «Баптисты и пробуждение» (Baptists and Revival) |
| 2010 | Др. Питер Морден       | Сперджен колледж, Лондон, Великобритания                          | «Духовная жизнь в понимании Ч. Г. Сперджена» (The Spirituality of Charles Haddon Spurgeon)                                                                                             |
| 2012 | Проф. Хенк Баккер      | Амстердамский свободный университет, Амстердам, Нидерланды        | «Осязаемая Церковь: Вызов проявления докетизма» (Tangible Church: Challenging the Apparitions of Docetism)                                                                             |
| 2014 | Др. Куртис Фриман      | Университет Дьюка, Дарем, США                                     | «Необъявленное несогласие» (Undomesticated Dissent) |
| 2017 | Др. Иэн Рэндалл        | Кембриджский университет, Кембридж, Великобритания                | «Свидетельство мира баптистов и анабаптистов» (Baptist and Anabaptist Peace Witness)                                                                                                   |
| 2019 | Др. Кэн Роксбург       | Стэнфордский университет, Стенфорд, США                           | «Различая ум Христов» (Discerning the Mind of Christ) |

## Ректоры
1. 1949—1950 Джордж У. Садлер
2. 1950—1960 Джозеф Норденхог
3. 1960—1964 Дж. Д. Хьюи
4. 1964—1970 Джон Д. У. Уоттс
5. 1972—1977 Пенроуз Сент Амант
6. 1978—1981 Айзем Е. Балленджер
7. 1982—1983 Клайд Е. Фант
8. 1984—1987 Альтус Ньюел
9. 1988—1997 Джон Дэвид Хоппер
10. 1997—2013 Кейт Грант Джонс
11. 2013—2014 Паруш Р. Парушев
12. 2014-2018 Стюарт Блит
13. 2018- Майк Пирс

## Издания
Семинария владеет двумя периодическими изданиями:
- Журнал европейских баптистских исследований (издаётся с 2000 г., периодичность 3 раза в год)
- Журнал «Баптистское богословие» (издаётся с 2009 г., периодичность 2 раза в год)

Кроме того семинария издаёт научные исследования своего профессорско-преподавательского состава. На данный момент насчитывается 25 публикаций (пять из них совместно с издательством Патерностер, Великобритания) в области истории баптизма и анабаптизма, библеистики, методологии, богословия, философии и истории религии.

## Аккредитация
Семинария имеет тройную аккредитацию и имеет право давать научные степени всех уровней. Однако семинария отказалась от бакалаврской программы, предоставив заниматься бакалаврским уровнем семинариям национальных баптистских церквей.
Семинарские программы аккредитованы:
- Государственным университетом Уэльса (Великобритания)
- Министерством Образования Чешской Республики
- Евро-Азиатской Аккредитационной Ассоциацией богословских школ